# Verbindungsgerade

Verbindungsgerade g zweier Punkte P und Q

Eine Verbindungsgerade ist in der Mathematik eine Gerade, die durch zwei vorgegebene Punkte verläuft. Verbindungsgeraden werden speziell in der euklidischen Geometrie und allgemeiner in Inzidenzgeometrien betrachtet. Die Existenz und Eindeutigkeit der Verbindungsgeraden zu zwei verschiedenen gegebenen Punkten wird in der Geometrie axiomatisch als Verbindungsaxiom gefordert.

## Euklidische Geometrie

### Definition
Sind {\displaystyle P} und {\displaystyle Q} zwei verschiedene Punkte in der euklidischen Ebene oder im euklidischen Raum, dann wird diejenige Gerade {\displaystyle g}, die diese beiden Punkte enthält, „Verbindungsgerade der Punkte {\displaystyle P} und {\displaystyle Q}“ genannt und mit
{\displaystyle g=(PQ)}   oder   {\displaystyle g=PQ}
bezeichnet.

### Berechnung
Nach Wahl eines kartesischen Koordinatensystems können Punkte in der euklidischen Ebene durch Zahlenpaare {\displaystyle P=(x_{P},y_{P})} und {\displaystyle Q=(x_{Q},y_{Q})} beschrieben werden. Die Verbindungsgerade zweier Punkte kann dann über eine Geradengleichung angegeben werden. Die Zweipunkteform der Geradengleichung lautet in diesem Fall
{\displaystyle (y-y_{P})\cdot (x_{Q}-x_{P})=(x-x_{P})\cdot (y_{Q}-y_{P})}.
Eine Parameterform der Geradengleichung ist nach Wahl von {\displaystyle P} als Aufpunkt und {\displaystyle {\overrightarrow {PQ}}} als Richtungsvektor
{\displaystyle {\begin{pmatrix}x\\y\end{pmatrix}}={\begin{pmatrix}x_{P}\\y_{P}\end{pmatrix}}+s\,{\begin{pmatrix}x_{Q}-x_{P}\\y_{Q}-y_{P}\end{pmatrix}}}   mit   {\displaystyle s\in \mathbb {R} }.
In baryzentrischen Koordinaten lautet die Geradengleichung der Verbindungsgeraden entsprechend
{\displaystyle {\begin{pmatrix}x\\y\end{pmatrix}}=s\,{\begin{pmatrix}x_{P}\\y_{P}\end{pmatrix}}+t\,{\begin{pmatrix}x_{Q}\\y_{Q}\end{pmatrix}}}   mit   {\displaystyle s,t\in \mathbb {R} ,\,s+t=1}.
Die beiden vektoriellen Darstellungen gelten analog auch in drei- und höherdimensionalen Räumen.

### Axiomatik
In einem axiomatischen Zugang zur euklidischen Geometrie muss die Existenz und Eindeutigkeit der Verbindungsgeraden zu zwei gegebenen Punkten explizit gefordert werden. Euklid verlangt die Existenz der Verbindungsgeraden in zwei Schritten. Die ersten beiden Postulate in seinem Werk Die Elemente lauten sinngemäß wie folgt:
1. Man kann von jedem Punkt nach jedem Punkt die Strecke ziehen.
2. Man kann eine begrenzte gerade Linie zusammenhängend gerade verlängern.

Damit existiert zu zwei verschiedenen Punkten stets eine Verbindungsgerade. Diese Postulate sind dabei konstruktiv zu sehen, das heißt, zu zwei gegebenen Punkten lässt sich die zugehörige Verbindungsgerade stets auch mit Zirkel und Lineal konstruieren.
In Hilberts Axiomensystem der euklidischen Geometrie werden die Existenz und die Eindeutigkeit der Verbindungsgeraden als Axiome I1. und I2. innerhalb der Axiomengruppe I: Axiome der Verknüpfung aufgeführt. Hilbert formuliert die Axiome I1. und I2. wie folgt:
I1. Zu zwei verschiedenen Punkten {\displaystyle P,\,Q} gibt es stets eine Gerade {\displaystyle g}, auf der die beiden Punkte liegen.
I2. Zwei verschiedene Punkte {\displaystyle P,\,Q} einer Geraden {\displaystyle g} bestimmen diese Gerade eindeutig.

## Inzidenzgeometrie

### Definition
Ist allgemein {\displaystyle ({\mathfrak {P}},G,I)} ein Inzidenzraum und sind {\displaystyle P_{1},P_{2}\in {\mathfrak {P}}} zwei verschiedene Punkte in diesem Raum, dann heißt eine Gerade {\displaystyle g\in G} Verbindungsgerade dieser beiden Punkte, wenn folgende zwei Bedingungen gelten:
(V1) {\displaystyle P_{1}Ig\land P_{2}Ig}
(V2) {\displaystyle \operatorname {card} (\{h\in G\colon P_{1}Ih\land P_{2}Ih\})\leq 1}

### Notation und Sprechweisen
Werden von den beiden Punkten und der Geraden die Bedingungen (V1) und (V2) erfüllt, so schreibt man oft
{\displaystyle g=\langle P_{1},P_{2}\rangle }
oder
{\displaystyle g=P_{1}\vee P_{2}}
oder auch kurz
{\displaystyle g=P_{1}P_{2}}.
In dem hierzu üblichen Sprachgebrauch sagt man dann auch
- {\displaystyle g} verbindet die Punkte {\displaystyle P_{1}} und {\displaystyle P_{2}}.
- {\displaystyle g} gehört mit den Punkten {\displaystyle P_{1}} und {\displaystyle P_{2}} zusammen.
- Die Punkte {\displaystyle P_{1}} und {\displaystyle P_{2}} liegen auf {\displaystyle g}.
- {\displaystyle g} geht durch die Punkte {\displaystyle P_{1}} und {\displaystyle P_{2}}.
- Die Punkte {\displaystyle P_{1}} und {\displaystyle P_{2}} inzidieren mit {\displaystyle g}.
- {\displaystyle g} inzidiert mit den Punkten {\displaystyle P_{1}} und {\displaystyle P_{2}}.

oder Ähnliches.
Unter Benutzung dieses Sprachgebrauchs lassen sich die obigen Bedingungen (V1) und (V2) so in Worte fassen:
(V1’) Die Punkte {\displaystyle P_{1}} und {\displaystyle P_{2}} werden durch die Gerade {\displaystyle g} verbunden.
(V2’) Für die Punkte {\displaystyle P_{1}} und {\displaystyle P_{2}} gibt es höchstens eine Gerade, die sie verbindet.

### Verbindungsaxiom
In den für die Geometrie besonders wichtigen Inzidenzräumen, also insbesondere in den euklidischen Räumen, in allen affinen Räumen und in allen projektiven Räumen gilt in Bezug auf Punkte und Verbindungsgeraden durchgängig die folgende grundlegende Bedingung (V):
(V) Zu je zwei verschiedenen Punkten des gegebenen Inzidenzraums existiert stets eine Verbindungsgerade, also eine Gerade derart, dass (V1) und (V2) erfüllt sind.
Man nennt diese Bedingung das Verbindungsaxiom.
In anderer Formulierung lässt sich das Verbindungsaxiom auch wie folgt aussprechen:
(V’) Zu je zwei verschiedenen Punkten des gegebenen Inzidenzraums gibt es genau eine Gerade, die diese beiden Punkte verbindet.

### Teilräume und Hüllensystem
Den in der Hauptsache in der Geometrie behandelten Inzidenzräumen – wie etwa den affinen und den projektiven Räumen, aber auch vielen anderen linearen Räumen wie z. B. den Blockplänen – ist gemeinsam, dass die Inzidenzrelation von der Elementrelation herrührt und somit die Geraden {\displaystyle g} Teilmengen der zugehörigen Punktmenge {\displaystyle {\mathfrak {P}}} sind.
Es ist also dann die Geradenmenge eine Teilmenge der Potenzmenge von {\displaystyle {\mathfrak {P}}}, folglich die Beziehung {\displaystyle G\subseteq 2^{\mathfrak {P}}} gegeben. In diesem Falle beschreibt man den Inzidenzraum {\displaystyle ({\mathfrak {P}},G,I)} kurz in der Form {\displaystyle ({\mathfrak {P}},G)} anstatt in der Form {\displaystyle ({\mathfrak {P}},G,{\in })}.
Unter diesen Gegebenheiten nennt man eine Teilmenge {\displaystyle {\mathfrak {T}}\subseteq {\mathfrak {P}}} einen Teilraum von {\displaystyle ({\mathfrak {P}},G)}, wenn mit je zwei verschiedenen Punkten {\displaystyle P_{1},P_{2}\in {\mathfrak {T}}} stets ihre Verbindungsgerade {\displaystyle \langle P_{1},P_{2}\rangle } in {\displaystyle {\mathfrak {T}}} enthalten ist, also hierfür stets {\displaystyle \langle P_{1},P_{2}\rangle \subseteq {\mathfrak {T}}} gilt.
Die Menge {\displaystyle \tau } der Teilräume von {\displaystyle ({\mathfrak {P}},G)} bildet ein Hüllensystem.

### Zugehöriger Hüllenoperator
Zum Hüllensystem {\displaystyle \tau } lässt sich in der üblichen Weise der zugehörige Hüllenoperator bilden. Diesen schreibt man oft als {\displaystyle \langle \;\rangle }.
Für {\displaystyle {\mathfrak {P}}_{0}\subseteq {\mathfrak {P}}} gilt also
{\displaystyle \langle {\mathfrak {P}}_{0}\rangle =\bigcap \{{\mathfrak {T}}\in {\mathcal {T}}\colon {\mathfrak {T}}\supseteq {\mathfrak {P}}_{0}\}}.
Das bedeutet:
{\displaystyle \langle {\mathfrak {P}}_{0}\rangle } ist der kleinste Teilraum von {\displaystyle ({\mathfrak {P}},G)}, der {\displaystyle {\mathfrak {P}}_{0}} umfasst.
Im Falle, dass dabei {\displaystyle {\mathfrak {P}}_{0}} eine endliche Menge von Punkten ist, etwa {\displaystyle {\mathfrak {P}}_{0}=\{P_{1},\dotsc ,P_{m}\}\;(m\in \mathbb {N} )}, schreibt man auch
{\displaystyle \langle {\mathfrak {P}}_{0}\rangle =\langle P_{1},\dotsc ,P_{m}\rangle }
oder auch
{\displaystyle \langle {\mathfrak {P}}_{0}\rangle =P_{1}\vee \dotsc \vee P_{m}}.
Für {\displaystyle m=2} und {\displaystyle P_{1}\neq P_{2}} hat man {\displaystyle \langle {\mathfrak {P}}_{0}\rangle =\langle P_{1},P_{2}\rangle }, also wiederum die Verbindungsgerade von {\displaystyle P_{1}} und {\displaystyle P_{2}}.

### Beispiel der Koordinatenebene
Die Koordinatenebene {\displaystyle K^{2}} über einem kommutativen Körper {\displaystyle K} gibt ein Standardbeispiel für einen Inzidenzraum {\displaystyle ({\mathfrak {P}},G)}, in dem das Verbindungsaxiom gilt.
Hier ist die Punktmenge
{\displaystyle {\mathfrak {P}}=K^{2}}
und die Geradenmenge
{\displaystyle G=\{a+Ku\colon a\in K^{2}\land u\in K^{2}\setminus \{\mathbf {0} \}\}}.
Die Geradenmenge {\displaystyle G} erhält man also dadurch, dass man alle möglichen Nebenklassen zu allen in {\displaystyle K^{2}} gelegenen Unterräumen der Dimension 1 bildet.
Hat man hier zwei unterschiedliche Punkte {\displaystyle P_{1},P_{2}\in K^{2}}, so lässt sich die Verbindungsgerade in folgender Weise darstellen:
{\displaystyle \langle P_{1},P_{2}\rangle =\{\alpha P_{1}+\beta P_{2}\colon \alpha ,\beta \in K\land \alpha +\beta =1\}}
Das Standardbeispiel für dieses Konzept bieten die Geraden, die zwei Punkte der euklidischen Ebene verbinden.